# Nesioneta
Nesioneta Millidge, 1991 è un genere di ragni appartenente alla famiglia Linyphiidae.

## Distribuzione
Le otto specie oggi note di questo genere sono state reperite prevalentemente in Asia meridionale, nelle Isole Seychelles e in Oceania: la specie dall'areale più vasto è la N. lepida, rinvenuta in arcipelaghi dell'Oceano Pacifico molto distanti fra loro.

## Tassonomia
Dal 2012 non sono stati esaminati esemplari di questo genere.
A dicembre 2012, si compone di otto specie secondo Platnick e di nove specie secondo l'aracnologo Tanasevitch:
- Nesioneta arabica Tanasevitch, 2010 — Emirati Arabi Uniti
- Nesioneta benoiti (van Helsdingen, 1978) — Sri Lanka, Isole Seychelles
- Nesioneta elegans Millidge, 1991 — Isole Caroline, Isole Figi
- Nesioneta ellipsoidalis Tu & Li, 2006 — Vietnam
- Nesioneta lepida Millidge, 1991[3] — Isole Marshall, Isole Caroline, Hawaii
- Nesioneta pacificana (Berland, 1935) — Isole del Pacifico
- Nesioneta similis Millidge, 1991 — Isole Caroline
- Nesioneta sola (Millidge & Russell-Smith, 1992) — Celebes

### Sinonimi
- Nesioneta brincki (van Helsdingen, 1985); trasferita dal genere Lepthyphantes Menge, 1866 e posta in sinonimia con N. benoiti (van Helsdingen, 1978) a seguito di un lavoro di Saaristo (1995a)[1].
- Nesioneta concinna Millidge, 1991; posta in sinonimia con N. pacificana (Berland, 1935) a seguito di un lavoro di Saaristo (1995a)[1].